# میکروسکوپ کنتراست تداخل دیفرانسیل

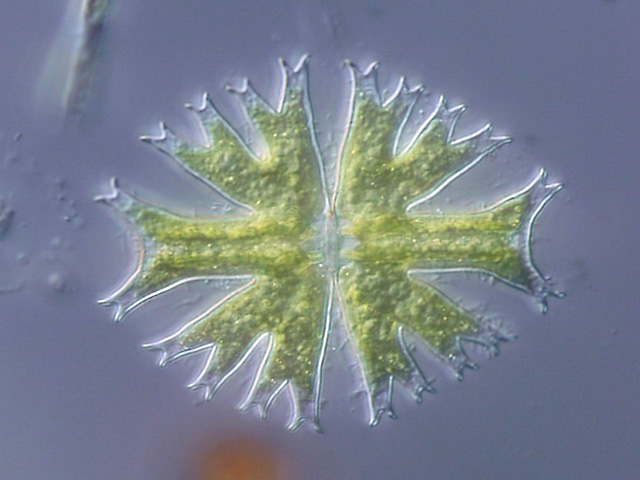
Micrasterias furcata در میکروسکوپ DIC عبوری تصویربرداری شده است

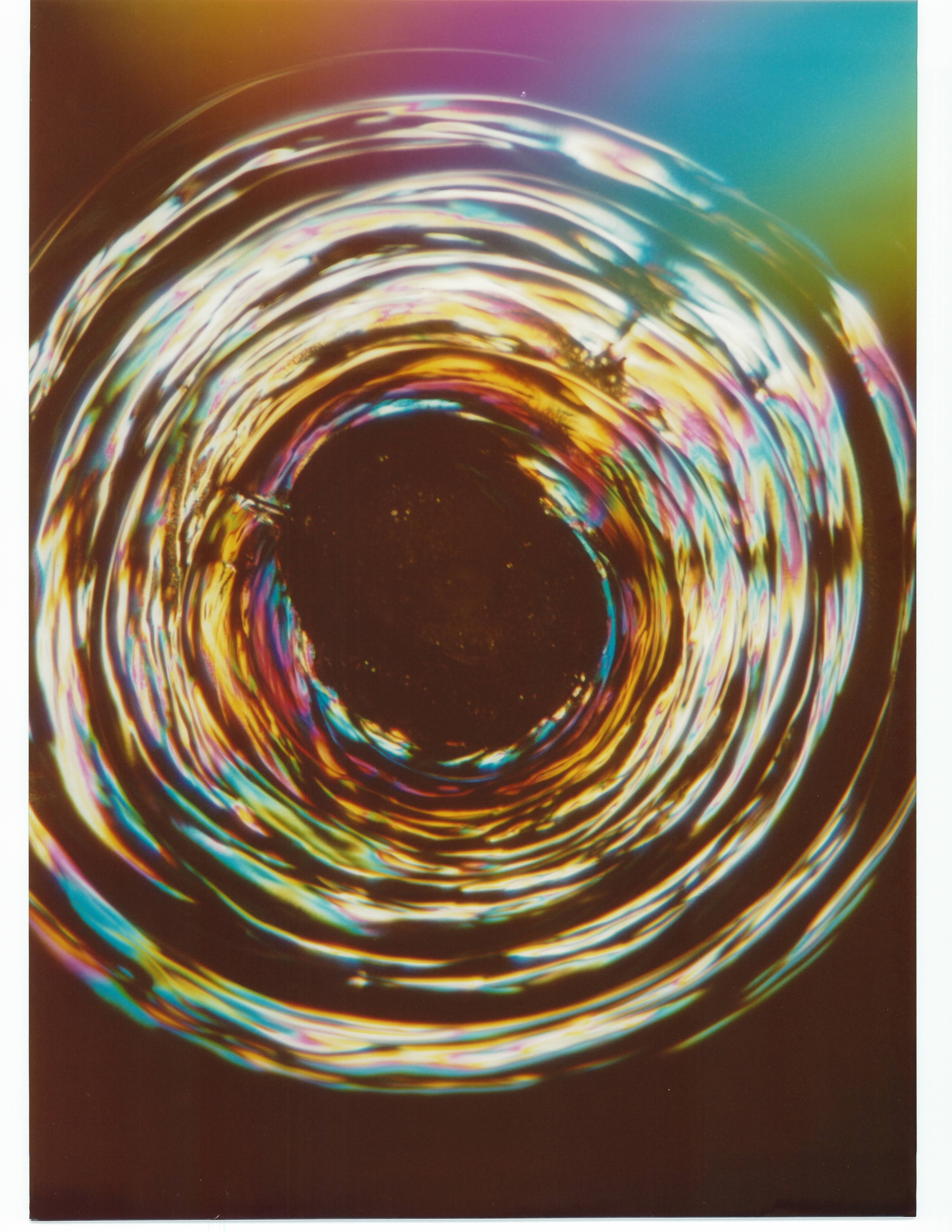
آسیب نوری ناشی از لیزر در LiNbO _{3} تحت میکروسکوپ 150× Nomarski

میکروسکوپ تداخل دیفرانسیل کنتراست (DIC) که با نام کنتراست تداخلی نومارسکی (NIC) یا میکروسکوپ نومارسکی نیز شناخته می‌شود، یک روش میکروسکوپ نوری است که برای افزایش کنتراست در نمونه‌های شفاف و بدون رنگ استفاده می‌شود. DIC بر اساس اصل تداخل سنجی اطلاعاتی در مورد طول مسیر نوری نمونه به‌دست می‌آورد و در غیر این صورت ویژگی‌های نامرئی را مشاهده می‌کند. یک سیستم نوری نسبتاً پیچیده تصویری حاوی جسمی در طیف سیاه تا سفید در پس زمینه خاکستری ایجاد می کند. این تصویر مشابه تصویری است که توسط میکروسکوپ کنتراست فاز به دست می آید اما بدون هاله پراش روشن است. این تکنیک توسط فیزیکدان لهستانی ژرژ نومارسکی در سال توسعه یافت.
DIC با جدا کردن یک منبع نور پلاریزه به دو قسمت متعامد پلاریزه‌شده متقابل منسجم عمل می کند که از نظر فضایی در صفحه نمونه جابجا می شوند (برشی) و قبل از مشاهده دوباره ترکیب می شوند. تداخل دو قسمت در ترکیب جدید به اختلاف مسیر نوری آنها (یعنی حاصل ضرب ضریب شکست و طول مسیر هندسی) حساس است. با افزودن یک فاز آفست قابل تنظیم تداخل را در اختلاف مسیر نوری صفر در نمونه تعیین می‌کند. کنتراست، متناسب با گرادیان طول مسیر در امتداد جهت برشی است و ظاهر یک خلاصی فیزیکی سه‌بعدی مربوط به تغییر چگالی نوری نمونه را نشان می‌دهد. اگرچه تصویر با تأکید بر خطوط و لبه‌ها است،  تصویری دقیق از نظر توپوگرافی ارائه نمی دهد.

## مسیر نور
1. نور غیر قطبی وارد میکروسکوپ می‌شود و در 45 درجه قطبی می‌شود.
نور پلاریزه برای کارکرد این تکنیک مورد نیاز است.
2. نور پلاریزه شده وارد اولین منشور ولاستون اصلاح شده با نومارسکی می شود و به دو پرتو در 90 درجه نسبت به یکدیگر قطبیده شده در 90 درجه نسبت به یکدیگر، پرتوهای نمونه گیری و مرجع، جدا می شود.
منشورهای ولاستون نوعی منشور هستند که از دو لایه ماده کریستالی مانند کوارتز ساخته شده اند که به دلیل تغییر ضریب شکست بسته به قطبش نور، آن را تقسیم می کنند. منشور نومارسکی باعث می شود که دو پرتو به یک نقطه کانونی خارج از بدنه منشور برسند و بنابراین انعطاف پذیری بیشتری را هنگام تنظیم میکروسکوپ فراهم کتند، زیرا منشور می تواند به طور پویا متمرکز شود.
3. دو پرتو توسط کندانسور برای عبور از نمونه متمرکز می شوند. این دو پرتو متمرکز از دو نقطه مجاور (در حدود فاصله 0.2 میکرومتر از هم) در نمونه عبور می کنند.
نمونه توسط دو منبع نور منسجم ، یکی با قطبش 0 درجه و دیگری با قطبش 90 درجه روشن می شود. با این حال، این دو نور کاملاً در یک راستا نیستند، به طوری که یکی نسبت به دیگری کمی منحرف شده است.

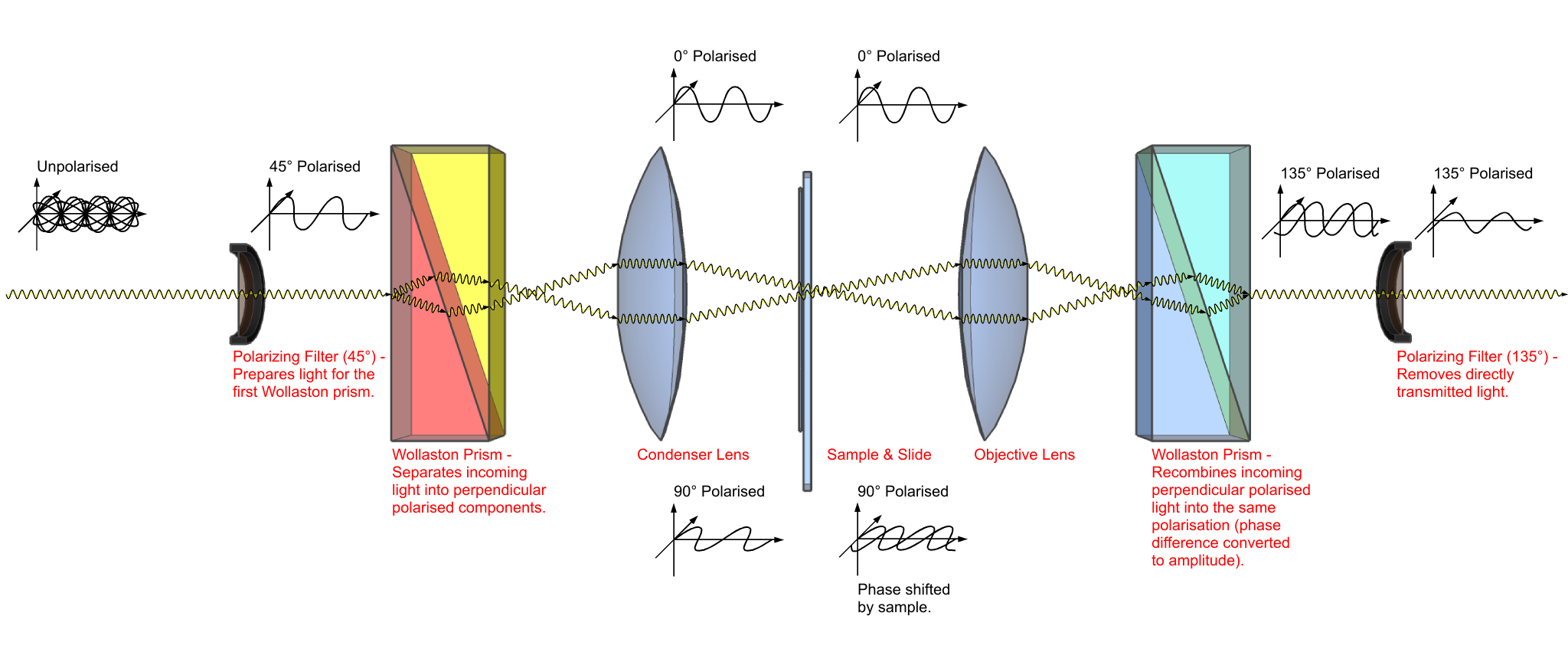
مسیر نور از طریق میکروسکوپ DIC. دو پرتو نور باید بین کندانسور و شیء موازی باشند.

4. پرتوها از طریق مناطق مجاور نمونه که توسط برش از هم جدا شده اند، حرکت می کنند. جداسازی معمولاً مشابه وضوح میکروسکوپ است. آنها طول مسیرهای نوری متفاوتی را طی می‌کنند،  که در آن نواحی از نظر ضریب شکست یا ضخامت متفاوت هستند. این امر باعث تغییر فاز یک پرتو نسبت به دیگری می‌شود که دلیل آن اختلاف زمانی ناشی از عبور موج از ماده‌ی از نظر نوری متراکم‌تر، است.
عبور بسیاری از جفت پرتوها از جفت نقاط مجاور در نمونه (و جذب، شکست و پراکندگی آنها توسط نمونه) به این معنی است که تصویری از نمونه توسط نور پلاریزه 0 و 90 درجه ایجاد می‌شود. اینها، اگر به صورت جداگانه بررسی شوند، تصاویر میدان روشن نمونه هستند که مقداری از یکدیگر فاصله دارند. نور همچنین اطلاعاتی در مورد تصویر نامرئی برای چشم انسان، آشکار می کند. فاز نور حیاتی است. قطبش‌های مختلف از تداخل بین این دو تصویر در این نقطه جلوگیری می‌کند.
5. پرتوها از طریق عدسی شیئی عبور می‌کنند و در دومین منشور ولاستون اصلاح‌شده توسط نومارسکی متمرکز می‌شوند.
6. منشور دوم دو پرتو را به یک پرتو قطبی شده در 135 درجه ترکیب می کند. ترکیب پرتوها منجر به تداخل، روشن‌شدن یا تیره‌شدن تصویر در آن نقطه، بسته به تفاوت مسیر نوری می‌شود.
این منشور دو تصویر میدان روشن را می پوشاند و قطبش‌های آن‌ها را تراز می‌کند تا امکان تداخل داشته باشند. با این حال، به دلیل تغییر در روشنایی، تصاویر کاملاً در یک راستا قرار نمی‌گیرند. این بدان معنی است که به جای تداخل بین 2 پرتو نوری که از یک نقطه در نمونه عبور کرده‌اند، تداخل بین پرتوهای نوری که از نقاط مجاور عبور کرده‌اند رخ می‌دهد. بنابراین کمی اختلاف فاز دارند. از آنجا که اختلاف فاز به دلیل تفاوت در طول مسیر نوری است که این ترکیب جدید نور باعث " تمایز نوری" طول مسیر نوری می شود و تصویر دیده شده را ایجاد می کند.

## تصویر

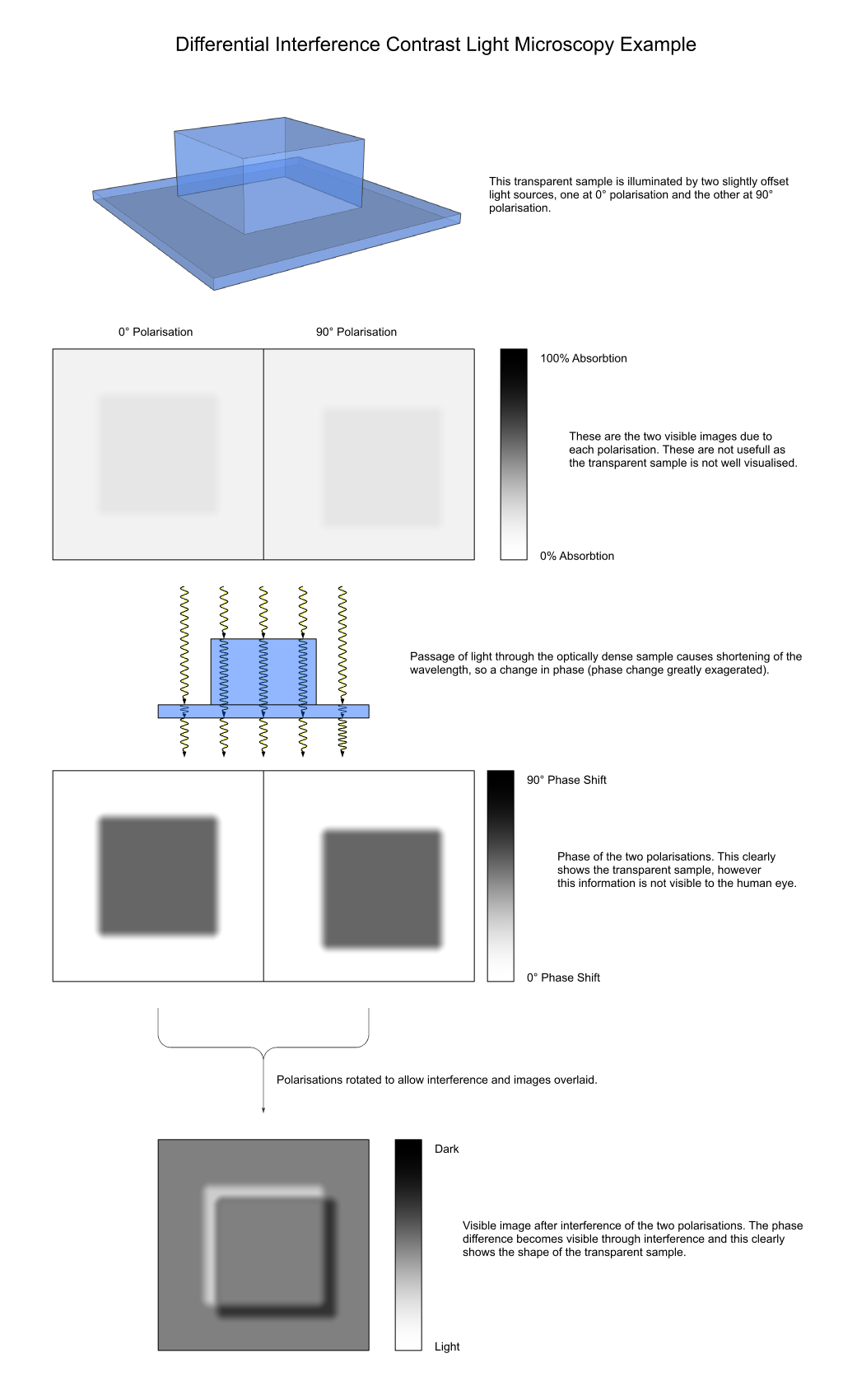
فرآیند تولید تصویر در میکروسکوپ DIC

این تصویر به شکل یک جسم سه‌بعدی در زیر نور مورب است که باعث ایجاد نور شدید و سایه‌های تیره در وجه‌های مربوطه می شود. جهت روشنایی ظاهری با جهت‌گیری منشورهای ولاستون تعریف می شود.
همانطور که در بالا توضیح داده شد، تصویر نهایی از دو تصویر میدان روشن یکسان ایجاد می‌شود که کمی از یکدیگر فاصله دارند (معمولاً حدود 0.2 میکرومتر)، و تداخل‌های بعدی ناشی از اختلاف فاز، تغییرات فاز (و بنابراین طول مسیر نوری) را به یک تصویر قابل مشاهده در تاریکی تبدیل می‌کنند. این تداخل ممکن است سازنده یا مخرب باشد و ظاهر مشخصه سه بعدی را به وجود می‌آورد.
اختلاف فاز معمولی که باعث تداخل می‌شود بسیار کوچک و به ندرت بزرگتر از 90 درجه (یک چهارم طول موج) است. این به دلیل شباهت ضریب شکست اکثر نمونه‌ها و محیطی است که در آن قرار دارند: برای مثال، یک سلول در آب فقط دارای اختلاف ضریب شکست حدود 0.05 است. این اختلاف فاز کوچک برای عملکرد صحیح DIC مهم است، زیرا اگر اختلاف فاز در محل اتصال بین دو ماده زیاد باشد، اختلاف فاز می‌تواند به 180 درجه (نصف طول موج) برسد، که منجر به تداخل مخرب کامل و منطقه تاریکی غیرعادی می‌شود. اگر اختلاف فاز به 360 درجه (یک طول موج کامل) برسد، تداخل سازنده کامل ایجاد می‌کند و یک ناحیه روشن غیرعادی ایجاد می‌کند.
تصویر را می توان (با صرف نظر از شکست و جذب به دلیل نمونه و حد تفکیک تفکیک پرتو) به عنوان دیفرانسیل طول مسیر نوری با توجه به موقعیت در سراسر نمونه در امتداد برش و در نتیجه دیفرانسیل ضریب شکست (تراکم نوری) نمونه را تقریب زد.

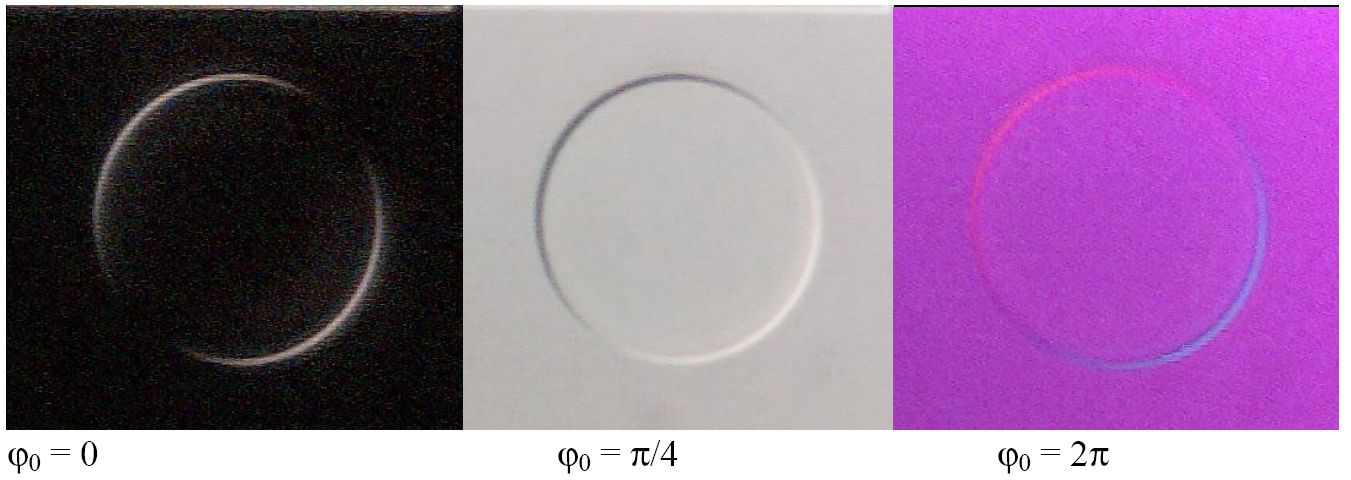
تصاویر DIC با فازهای افست متفاوت φ _{0}

کنتراست را می توان با استفاده از فاز آفست تنظیم کرد، مثلا با یک صفحه موج لامبدا/4 بین پلاریزه کننده و منشور نورمارسکی کندانسور (جبران سنارمونت). کنتراست حاصل از میدان تاریک از آفست فاز صفر (شدت متناسب با مجذور دیفرانسیل برشی)، تا تسکین معمولی مشاهده شده برای فاز ~ 5-90 درجه، تا رنگ آمیزی نوری در 360 درجه، جایی که دیفرانسیل فاز تغییر می‌کند، می‌رود.
هنگامی که تصاویر با جابجایی متوالی ترکیب می شوند، تغییر فاز وارد شده توسط جسم می تواند از ساخته غیر تداخل سنجی ناخواسته جدا شود، که معمولاً منجر به بهبود کنتراست، به ویژه در نمونه های کدر می شود. 

## کاربردها

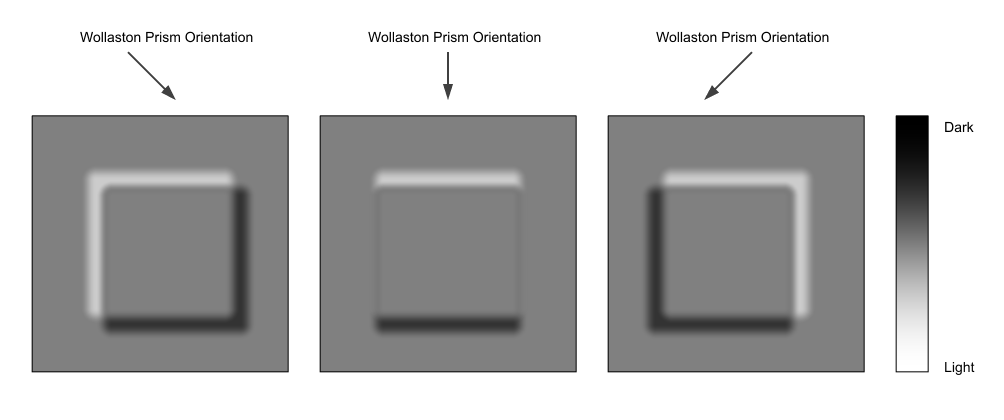
تصویربرداری مخصوص جهت‌گیری از یک مکعب شفاف در DIC

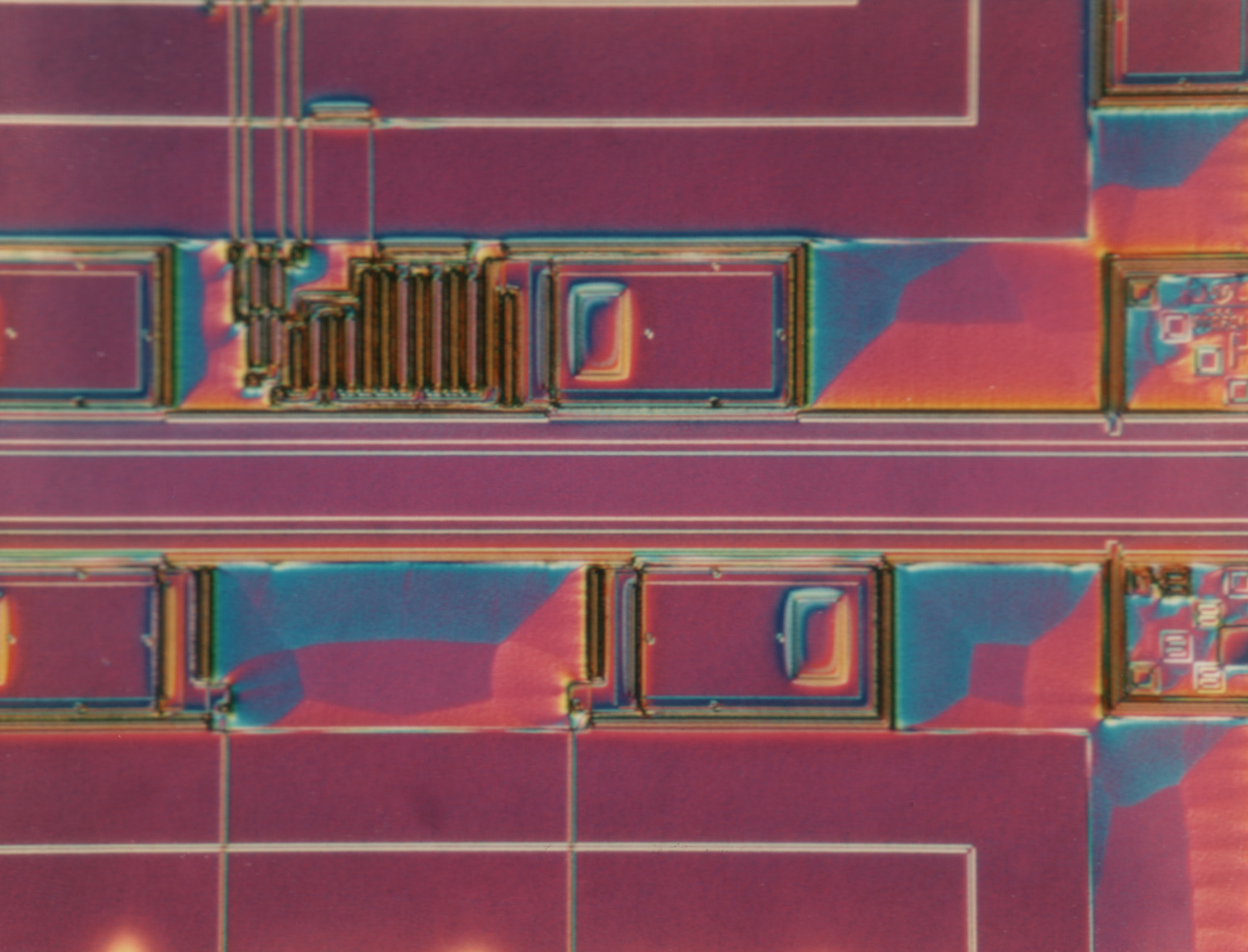
مقاومت نوری تا حدی در Nomarski DIC، توسعه یافته است

DIC برای تصویربرداری از نمونه‌های بیولوژیکی زنده و بی رنگ، مانند اسمیر از کشت بافت یا ارگانیسم‌های تک سلولی منفرد از آب استفاده می‌شود. وضوح آن و وضوح در شرایطی اینچنین در بین تکنیک‌های استاندارد میکروسکوپ نوری بی‌رقیب است.

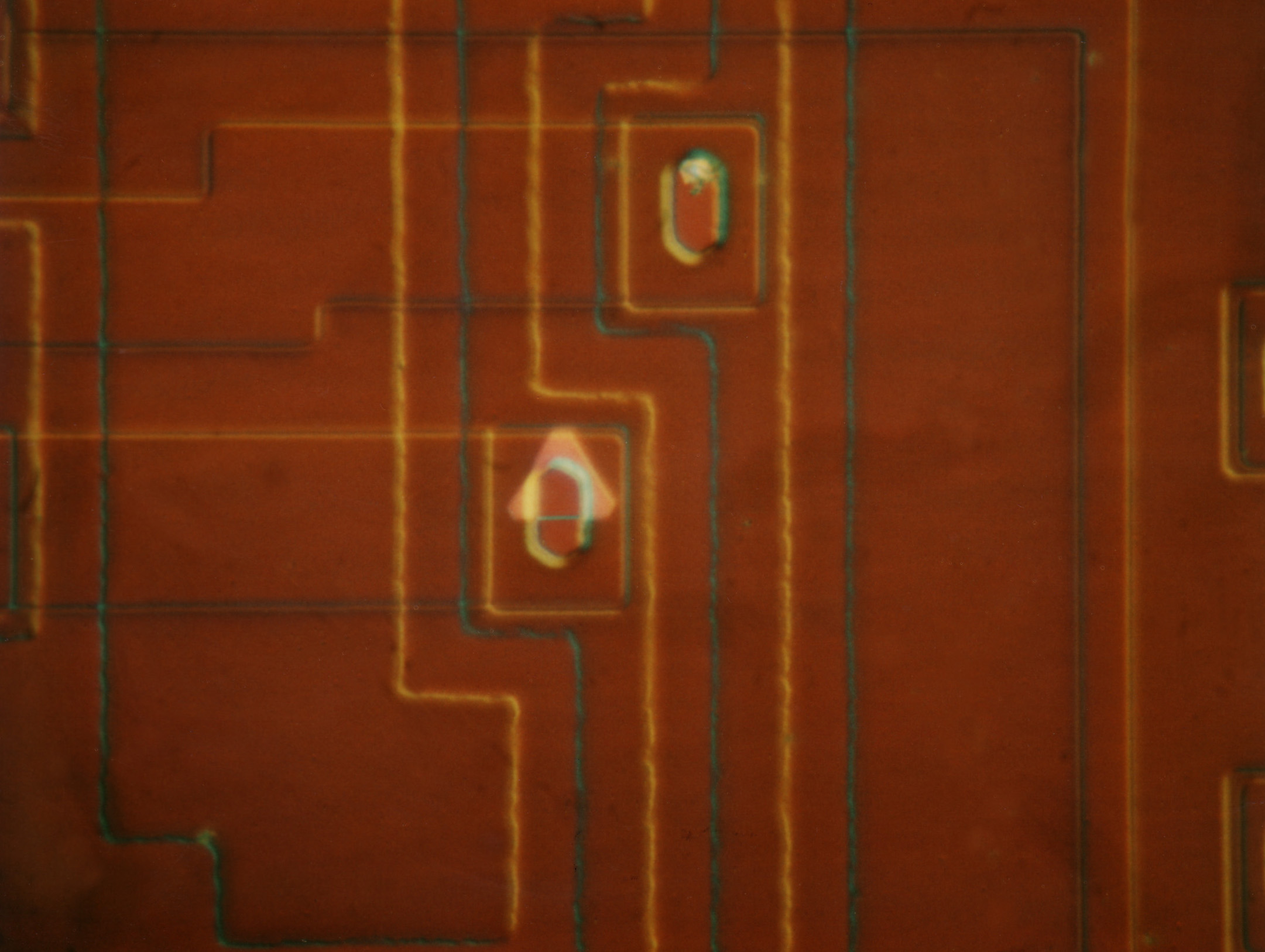
گودال آلیاژی آلومینیوم-سیلیکون که توسط Nomarski DIC قابل مشاهده است.

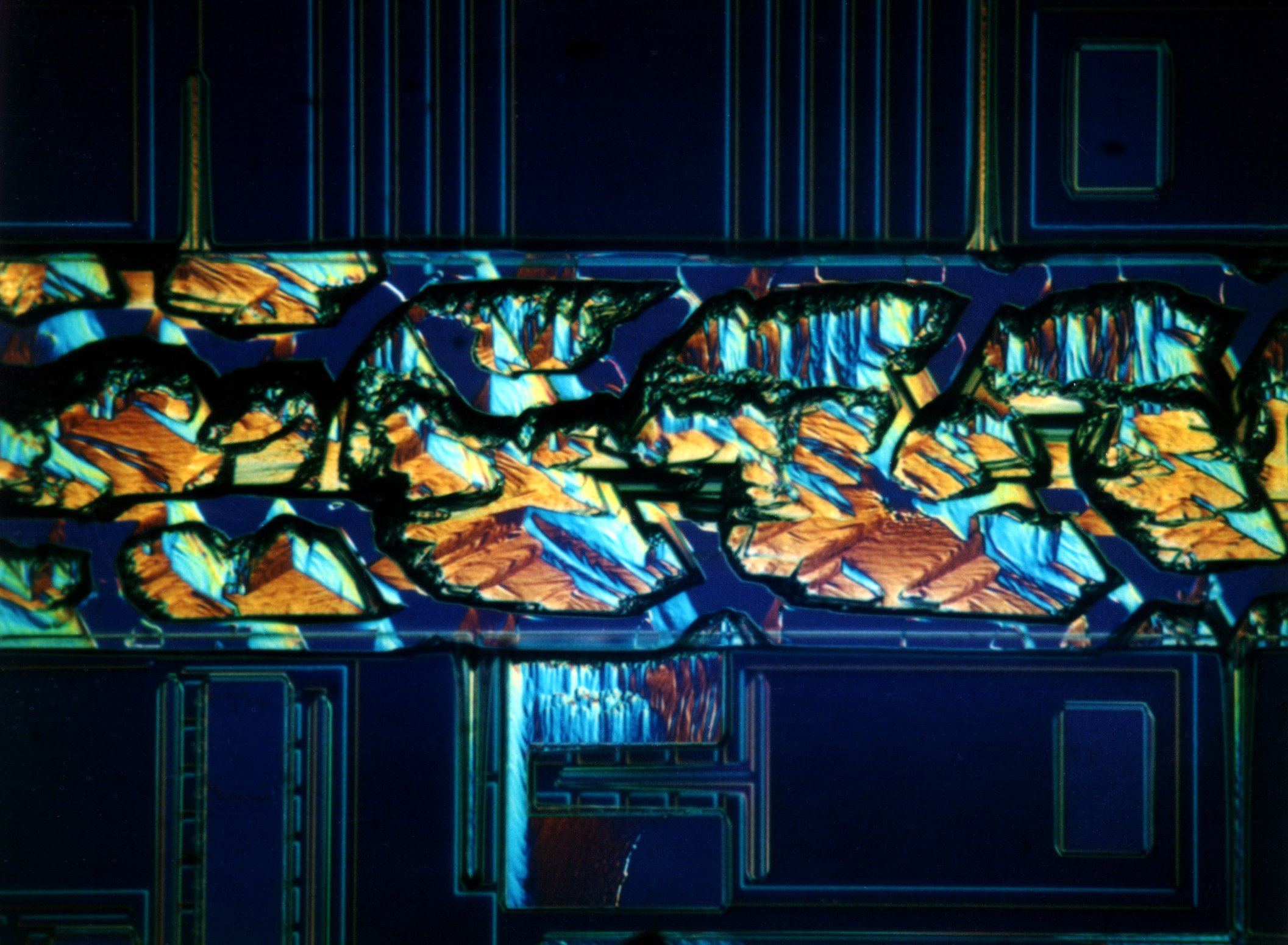
دی اکسید سیلیکون نیمه حک شده در Nomarski DIC.

از کاربردهای غیر بیولوژیکی DIC، تجزیه و تحلیل پردازش نیمه‌هادی سیلیکونی مسطح است. فیلم‌های نازک (معمولاً 100-1000 nm) در پردازش سیلیکون اغلب در برابر نور مرئی شفاف هستند (مثلاً دی اکسید سیلیکون، نیترید سیلیکون و سیلیکون پلی کریستال)، و نقص در آن‌ها یا آلودگی بالای آن‌ها بیشتر قابل مشاهده است. این، تعیین اینکه آیا یک ویژگی یک گودال در ماده زیرلایه است یا یک لکه از مواد خارجی در بالای آن را قادر می‌سازد. ویژگی‌های کریستالی حکاکی شده ظاهر خاصی در زیر DIC پیدا می‌کنند.

کیفیت تصویر، زمانی که در شرایط مناسب مورد استفاده قرار می‌گیرد، دارای وضوح فوق‌العاده است و برخلاف کنتراست فاز، تقریباً به‌طور کامل عاری از آرتیفکت است. در تجزیه و تحلیل تصاویر DIC باید همیشه جهت منشورهای ولاستون و جهت روشنایی ظاهری را در نظر گرفت، زیرا ویژگی‌های موازی با آن قابل مشاهده نیستند. با این حال، با چرخاندن نمونه و مشاهده تغییرات در تصویر به راحتی می‌توان بر این مشکل غلبه کرد.

## همچنین ببینید
- میکروسکوپ تداخلی کلاسیک
- میکروسکوپ نانووید

## لینک های خارجی
- پرایمر کنتراست تداخل دیفرانسیل
- کنتراست تداخل دیفرانسیل بایگانی‌شده  در ۲۰۲۰-۰۷-۲۵ توسط Wayback Machine
- میکروسکوپ DIC نور منعکس شده
- راهنمای کنتراست تداخل دیفرانسیل (DIC)